# Marlik

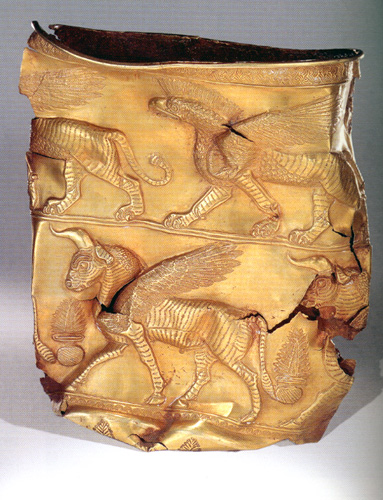
Coppa d'oro della prima metà del primo millennio a.C. rinvenuta a Marlik.

Marlik è un sito archeologico iraniano nella regione di Gilan vicino alla città di Rudbar. 
Gli scavi hanno portato alla luce manufatti risalenti a 3.000 anni fa tra cui oggetti d'oro e vasi di ceramica zoomorfi (tori, cavalli, leopardi, orsi).
L'archeologo Negahban fu sovrintendente scientifico in questo sito.

## Bibliografia

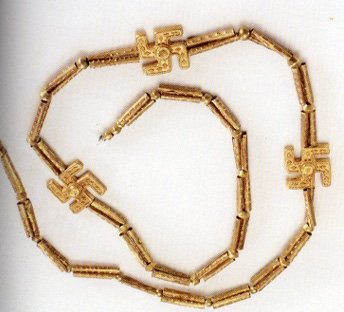
Collana d'oro con tre svastiche del primo millennio a.C.